# V arrondissement di Marsiglia
Il V arrondissement di Marsiglia è uno dei sedici arrondissement in cui è suddivisa la città francese. È diviso in sei quartieri ufficiali: Baille, Le Camas, La Conception e Saint-Pierre. Confina a nord con il IV arrondissement, ad est con il XII arrondissement, a sud con il X arrondissement, a sud-ovest con il VI arrondissement e ad ovest con il I arrondissement.
Si estende dal centro alla periferia est della città.

## Monumenti e luoghi d'interesse
- Place Jean Jaurés, nota comunemente come La Plaine;
- Busto di Fernandel, all'incrocio tra Boulevard Chave e Boulevard Pierre.